# Polycaena tamerlana
Polycaena tamerlana is een vlindersoort uit de familie van de prachtvlinders (Riodinidae), onderfamilie Nemeobiinae.
Polycaena tamerlana werd in 1886 beschreven door Staudingerl.